# Heligmonevra dravidica
Heligmonevra dravidica är en tvåvingeart som beskrevs av Joseph och Parui 1980. Heligmonevra dravidica ingår i släktet Heligmonevra och familjen rovflugor.
Artens utbredningsområde är Himachal Pradesh. Inga underarter finns listade i Catalogue of Life.